# EMD 645

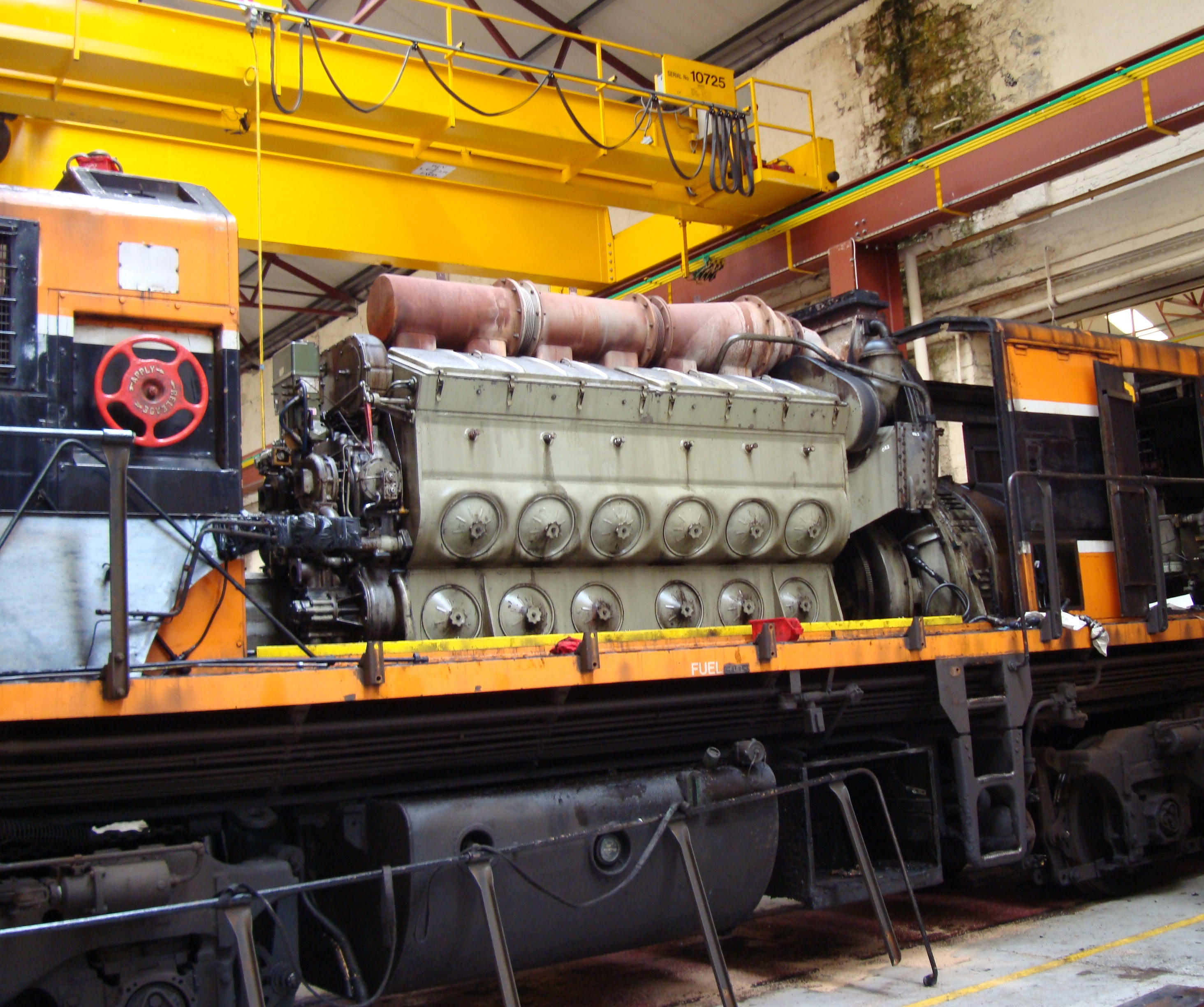

EMD 645 엔진은 미국의 철도 차량 제작업체 EMD가 65년부터 기존 567엔진의 후속으로 개발한 대형 디젤 엔진이다. 1984년 710엔진이 등장하기 전까지 장기간 동안 생산되어 EMD가 제작한 수많은 디젤 전기 기관차에 탑재되었다.
645의 어원은 실린더 한개의 부피가 645입방인치(10.57리터)인데서 기인한다. 2행정 기관을 사용하며 하나의 구조로 6기통에서 20기통까지 다양한 엔진을 만들어 내며 출력 또한 750마력에서 4200마력까지 다양하게 제작되었다.
대한민국에서는 70년대 이후 생산된 모든 디젤 기관차에 8기통 혹은12,16기통의 엔진이 탑재되어 있다.

## 제원
- 엔진방식 : 45도 V형 2행정기관
- 과급방식 : 슈퍼차져(Roots Blowed) 혹은 터보차져(Turbocharged)
- 연료분사 : 직접분사방식
- 밸브 : 4밸브
- 회전방향 : 반 시계방향
- 최대 회전 수 : 900RPM
- 압축비 : 14.5:1

## 엔진 형식
대한민국에서 사용중인 형식을 중심으로 기재한다.
- 8-645E : 8기통,루츠식 슈퍼차져, 800~1000마력. 2100호대, 3000호대, 3200호대에서 사용하였다.
- 8-645E3C : 8기통 터보차져, 1500마력. 4400호대에 탑재되어 있다.
- 12-645E : 12기통,루츠식 슈퍼차져, 1310마력. 4000호대, 4100호대, 4200호대, 4300호대에서 사용하였다.
- 16-645E : 16기통,루츠식 슈퍼차져, 1800~2000마력. 5000호대, 6000호대, 6100호대, 6200호대, 6300호대에서 사용하였다.
- 16-645E3 : 16기통 터보차져, 3000마력. 7000호대, 7100호대, 7200호대 기관차에서 사용하였으며 7300호대, 7400호대, 7500호대 기관차에 탑재되어 있다.
- 16-645F3B : 16기통 터보차져, 3300마력. 7000호대 기관차에서 사용하였다.